# Viktorivka, Cernihiv
Viktorivka (în ucraineană Вікторівка) este un sat în comuna Sloboda din raionul Cernihiv, regiunea Cernihiv, Ucraina.

## Demografie
Componența lingvistică a localității Viktorivka
     Ucraineană (98,21%)
     Rusă (1,79%)
Conform recensământului din 2001, majoritatea populației localității Viktorivka era vorbitoare de ucraineană (98,21%), existând în minoritate și vorbitori de rusă (1,79%).